# Sylvie Le Clech
Sylvie Le Clech, ou Sylvie Le Clech-Charton, née le 4 août 1962 à Rennes, est une haut fonctionnaire, archiviste et historienne française, spécialiste de la Renaissance.

## Biographie
Sylvie Le Clech est diplômée de l’École nationale des chartes et de l’Université de la Sorbonne en 1988,. Elle est spécialiste de la Renaissance. Elle est membre du conseil scientifique des Rendez-vous de l’histoire depuis 2013, vice-présidente de la section d’histoire moderne et des Révolutions du Comité des travaux historiques et scientifiques (CTHS) depuis 2008, et membre fondatrice du Parlement des écrivaines francophones et de l'association FAIRE,,.
Elle occupe différents postes et différentes responsabilités dans le domaine de la recherche ou de l'administration de la culture : chercheuse associée de l’UMR Artehis au sein de l'Université de Dijon (depuis 2005), membre du conseil scientifique du Centre d'études médiévales d'Auxerre (2008-2016), chargée de cours à l’Université de Tours, directrice des Archives départementales de l'Essonne (1994-2002), conservatrice régionale de l’Inventaire général de Bourgogne (2002-2008), directrice scientifique des Archives nationales – site de Fontainebleau, puis directrice de l’appui scientifique des Archives nationales (2008-2013), directrice régionale des Affaires culturelles du Centre-Val de Loire (2013-2018) et inspectrice générale des patrimoines au Ministère de la Culture (2019-2022),,,,. Depuis le 1er décembre 2022, elle est directrice-adjointe des Archives diplomatiques.
Sylvie Le Clech est l'autrice de nombreux ouvrages et articles sur l'histoire moderne, mais a aussi publié des écrits couvrant la fin du Moyen Âge à la période contemporaine (la France de la Guerre froide, l’architecture, la métrologie, etc.),.

### Ouvrages
- Chancellerie et culture, les notaires et secrétaires du roi sous François Ier, Presses universitaires du Mirail, 1993 (publication de sa thèse de l’École des Chartes)
- Pointe de Bretagne, Gal'art éditions, 1996
- Saints en Essonne, Mémoire d'Essone, Conseil général de l'Essonne - Acte91, 1996
- Travaux et saisons au XVIIIe siècle : Chamarande, 1789 : cahier élève, niveau cours moyen (avec Michel Caillard, Jacques Longuet), Evry, CDDP de l'Essonne, 1998
- François Ier, Le roi chevalier, Éditions Tallandier-Réunion des musées nationaux, 2006 (autres éditions, Tallandier 1999, Reader's digest, 2000)
- Philippe IV Le Bel, Éditions Tallandier - Réunion des musées nationaux, 2007 (première édition, Tallandier, 2002)
- Guillaume Budé, L'humaniste et le prince, Riveneuve éditions, 2008
- Archives nationales, Fontainebleau, Parcours à travers 40 ans d'histoire, Archives nationales, 2009
- L'hôtel-Dieu de Tonnerre, métamorphose d'un patrimoine hospitalier, XIIIe – XXe siècle, Editions Dominique Guéniot, 2012
- Les Vies de Jacques Amyot : édition commentée de documents inédits, éditions du CTHS, 2013
- La Réconciliation de Philippe Duplessis-Mornay, Éditions Universitaires de Dijon, 2019
- Femmes de la Renaissance : elles ont lutté pour leur liberté, Éditions Tallandier, 2021

### Distinctions honorifiques
- Prix Auguste-Molinier récompensant la meilleure thèse d'une promotion à l’École nationale des chartes
- Prix Le Seyne de l’Académie des inscriptions et belles-lettres pour sa thèse d’École des chartes
- Plaquette du Centenaire de Camille Flammarion de la Société astronomique de France (1998)[11], pour le classement de la collection scientifique Camille Flammarion)
- Chevalier de l'ordre national du Mérite
- Officier de l'ordre des Arts et des Lettres